# Aztecanthidium tenochtitlanicum
Aztecanthidium tenochtitlanicum là một loài Hymenoptera trong họ Megachilidae. Loài này được Snelling mô tả khoa học năm 1987.